# Lars Finberg
Lars Finberg född 8 maj 1949, svensk kompositör och musiker.

## Filmmusik
- 1991 - Band söker basist

## Filmografi roller i urval
- 2000 – Sånger från andra våningen
- 1991 - Band söker basist